# Sisqó
Mark Althavean Andrews (født 9. november 1978), bedre kendt som Sisqó er en R&B-sanger fra USA.